# Limnophora gilvifrons
Limnophora gilvifrons este o specie de muște din genul Limnophora, familia Muscidae. A fost descrisă pentru prima dată de Fritz Isidore van Emden în anul 1951. Conform Catalogue of Life specia Limnophora gilvifrons nu are subspecii cunoscute.